# Typ 14 Blackwood
Typ 14 Blackwood (či třída Blackwood) byla třída protiponorkových fregat Britského královského námořnictva. Jednalo o levná eskortní plavidla, doplňující ve službě rychlejší a silněji vyzbrojené fregaty typu 12 Whitby. Pro britské námořnictvo bylo postaveno 12 jednotek této třídy, přičemž tři další objednalo Indické námořnictvo. Britské fregaty byly například nasazeny v britsko-islandských tresčích válkách a vyřazeny během 70. let. Indická fregata Khukri byla potopena v roce 1971 za Indicko-pákistánské války. Ostatní dvě jsou již také mimo službu.

## Pozadí vzniku
Třída Blackwood byla vyvinuta jako levnější doplněk fregat Typu 12 Whitby. S nimi měly srovnatelné schopnosti protiponorkového boje, ale měly pohonný systém o polovičním výkonu a pro plnění jiných rolí nebyly vybaveny. Díky tomu byla jejich cena poloviční. V březnu 1951 bylo pro Britské královské námořnictvo objednáno 12 fregat této třídy. Stavba probíhala v letech 1953–1958, přičemž fregaty byly do služby zařazovány v letech 1955–1958. Další tři jednotky byly postaveny pro Indii.
Jednotky třídy Typ 14 Blackwood:
| Jméno           | Uživatel       | Loděnice                           | Založení kýlu      | Spuštěna           | Zařazena do služby | Status                                                                   |
| --------------- | -------------- | ---------------------------------- | ------------------ | ------------------ | ------------------ | ------------------------------------------------------------------------ |
| Blackwood (F78) | Velká Británie | JI Thornycroft, Woolston           | 14. září 1953      | 4. října 1955      | 22. srpna 1957     | Prodána do šrotu 1976.                                                   |
| Duncan (F80)    | Velká Británie | JI Thornycroft, Woolston           | 17. prosince 1953  | 30. května 1957    | 21. října 1958     | Prodána do šrotu 1985.                                                   |
| Dundas (F48)    | Velká Británie | JS White, Cowes                    | 17. října 1952     | 25. září 1953      | 9. března 1956     | Prodána do šrotu 1983.                                                   |
| Exmouth (F84)   | Velká Británie | JS White, Cowes                    | 24. března 1954    | 16. listopadu 1955 | 20. prosince 1957  | Prodána do šrotu 1979.                                                   |
| Grafton (F51)   | Velká Británie | JS White, Cowes                    | 25. února 1953     | 13. září 1954      | 11. ledna 1957     | Prodána do šrotu 1971.                                                   |
| Hardy (F54)     | Velká Británie | Yarrow, Scotstoun                  | 4. února 1953      | 25. listopadu 1953 | 15. prosince 1955  | Potopena jako cvičný cíl 1983.                                           |
| Keppel (F85)    | Velká Británie | Yarrow, Scotstoun                  | 27. března 1953    | 31. srpna 1954     | 6. července 1956   | Prodána do šrotu 1979.                                                   |
| Malcolm (F88)   | Velká Británie | Yarrow, Scotstoun                  | 1. února 1954      | 18. října 1955     | 12. prosince 1957  | Prodána do šrotu 1978.                                                   |
| Murray (F91)    | Velká Británie | Alexander Stephens and Sons, Govan | 30. listopadu 1957 | 22. února 1955     | 5. června 1956     | Prodána do šrotu 1970.                                                   |
| Palliser (F94)  | Velká Británie | Alexander Stephens and Sons, Govan | 15. března 1955    | 10. května 1956    | 13. prosince 1957  | Prodána do šrotu 1983.                                                   |
| Pellew (F62)    | Velká Británie | Swan Hunter, Wallsend-on-Tyne      | 5. listopadu 1953  | 29. září 1954      | 26. července 1956  | Prodána do šrotu 1971.                                                   |
| Russell (F97)   | Velká Británie | Swan Hunter, Wallsend-on-Tyne      | 11. listopadu 1953 | 10. prosince 1954  | 7. února 1957      | Prodána do šrotu 1985.                                                   |
| Khukri (F149)   | Indie          | JS White, Cowes                    | 29. prosince 1955  | 20. listopadu 1956 | 15. července 1958  | Dne 9. prosince 1971 potopena pákistánskou ponorkou Hangor.              |
| Kirpan (F144)   | Indie          | Alexander Stephens and Sons, Govan | 5. listopadu 1956  | 19. srpna 1958     | 1. července 1959   | Dne 18. prosince 1978 převedena k Indické pobřežní stráži, vyřazen 1987. |
| Kuthar (F146)   | Indie          | JS White, Cowes                    | 19. září 1957      | 14. října 1958     | 15. července 1959  | Dne 18. prosince 1978 převedena k Indické pobřežní stráži, vyřazen 1988. |

## Konstrukce

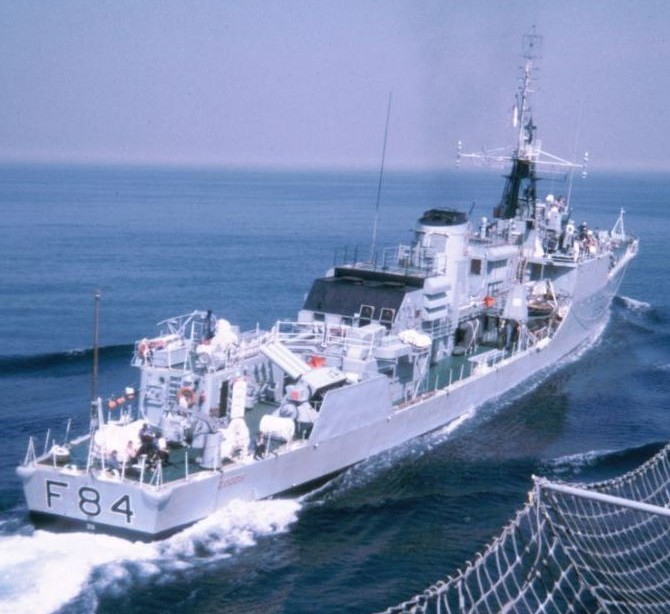
HMS Exmouth (F84)

Výzbroj a elektronika fregat byly pro snížení nákladů omezeny. Nesly radary typů 974 a 291, dále sonary typů 174, 170 a 162. Výzbroj tvořily tři jednohlavňové 40mm kanóny Mk.9 a dva salvové vrhače hlubinných pum Mk 10 Limbo. Čtyři fregaty (Blackwood, Exmouth, Malcolm a Palliser) nesly rovněž čtyři 533mm torpédomety (nesla je pouze část lodí a brzy byly odstraněny i z nich). Pohonný systém tvořily dva kotle Babcock & Wilcox a jedna parní turbína o výkonu 15 000 hp, pohánějící jeden lodní šroub.Nejvyšší rychlost činila 27 uzlů. Dosah byl 4500 námořních mil při rychlosti 12 uzlů.

### Modifikace
Fregata Exmouth byla v letech 1966–1968 experimentálně přestavěna na pohon koncepce COGOG, využívající jedné plynové turbíny typu Rolls-Royce Olympus o výkonu 23 200 hp a dvou plynových turbín Rolls-Royce Proteus o výkonu 8500 hp. Nejvyšší rychlost dosahovala 28 uzlů. Úspěšné testy vedly k využití pohonů COGOG u dalších tříd plavidel.

## Zahraniční uživatelé
Indie

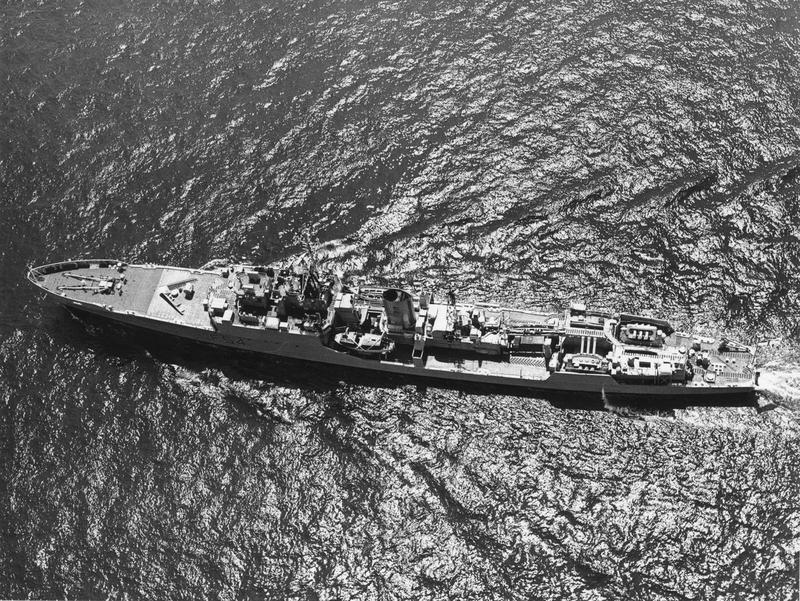
HMS Hardy (F54)

- Indie, Indické námořnictvo – v letech 1956–1959 byly pro indické námořnictvo postaveny fregaty INS Khukri (F49), INS Kirpan (F44) a INS Kuthar (F46). Do služby vstoupily v letech 1958–1959. Výzbroj odpovídala britskému standardu – tvořily ji tři 40mm kanóny a dva vrhače Limbo. Khukri byla potopena v roce 1971 za Indicko-pákistánské války. Torpédovala ji pákistánská ponorka Hangor. Zemřelo 191 osob. Zbylé dvě byly převedeny k Indické pobřežní stráži 18. srpna 1978 a byly vyřazeny 1987 a 1988.[5]